# 团山子河
团山子河，位于中华人民共和国吉林省中部，是第二松花江右岸支流。原名簗子河，后因河口处有前团山和后团山而改名“团山子河”。发源于蛟河市西北部南庆岭山南侧，向西流经牛心顶子村、于家村、庆丰水库、新丰村、曙光村、高家村、天北镇、白石村、四道沟村、桦皮甸村，过横道河子村进入吉林市龙潭区，经缸窑镇赵屯村、新龙村、新立村、杨木村和大口钦镇等村镇，最后于前团村以西汇入第二松花江。河长73.7千米，流域面积853平方千米，河道平均比降2.6‰。年均径流量1.94亿立方米。